# Marcell Komor

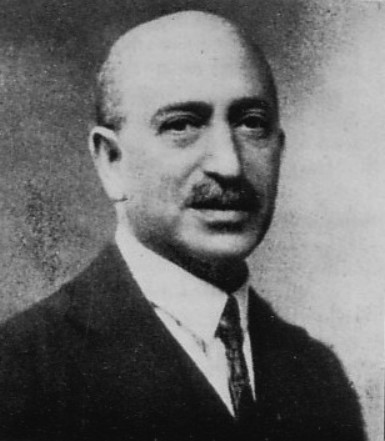
Marcell Komor

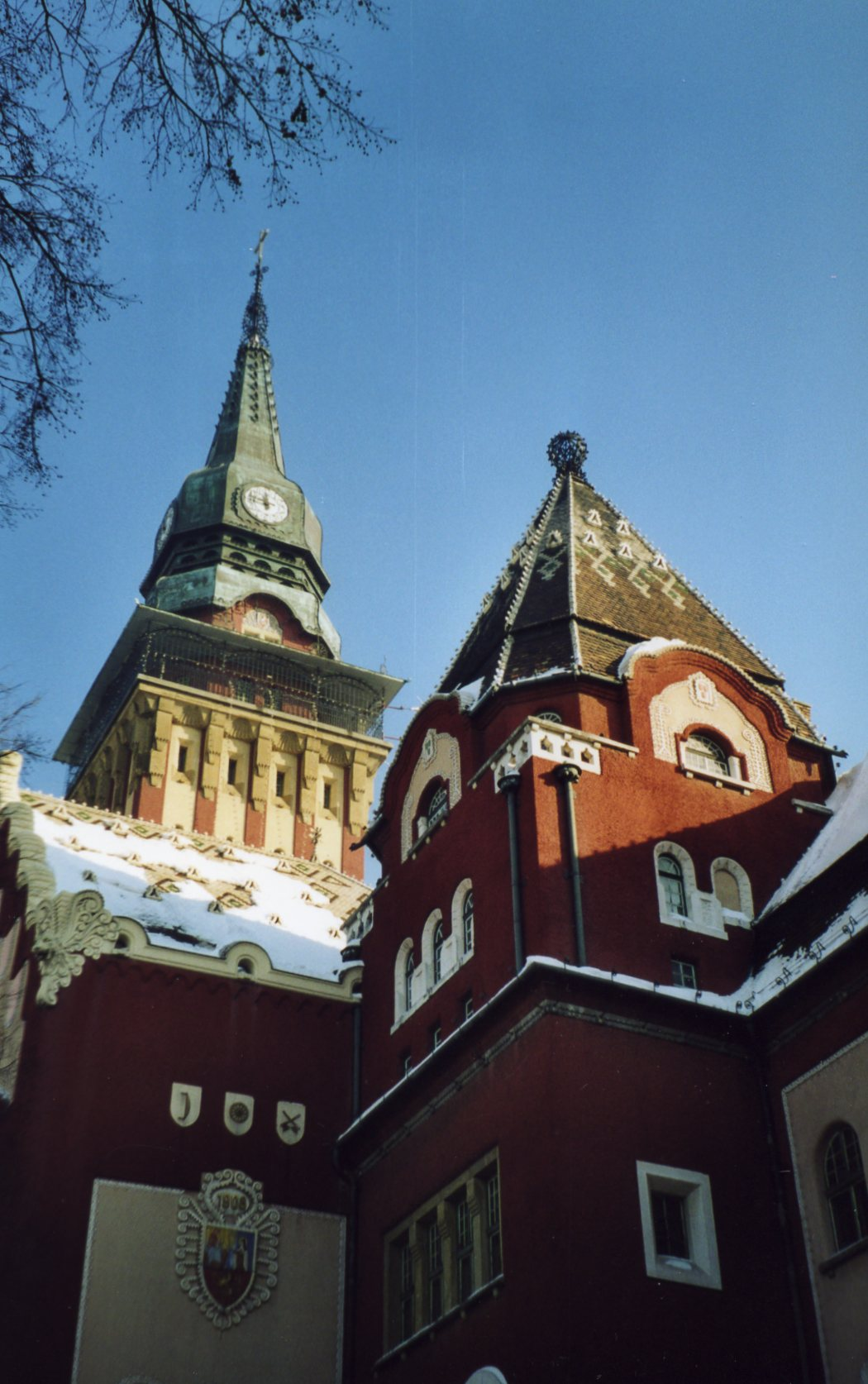
Rathaus von Subotica

Marcell Komor [ˈmarsell ˈkomor] (* 7. November 1868 in Budapest; † 29. November 1944 in Deutschkreutz, Österreich) war ein ungarisch-jüdischer Architekt.
Komor studierte an der technischen Universität in Budapest. Zusammen mit Dezső Jakab war er an der Planung von zahlreichen privaten und öffentlichen Gebäuden beteiligt (Rathäuser von Subotica und Marosvásárhely). Im Herbst 1944 wurde Marcel Komor von der ungarischen Polizei oder von Mitgliedern der Pfeilkreuzler-Partei aus seinem Haus in Budapest ausgewiesen. Er wurde offenbar auf einen Todesmarsch in Richtung österreichisch-ungarische Grenze geschickt und dort der SS übergeben. Ende November 1944 wurde er im burgenländischen Deutschkreutz erschossen.

## Bauwerke
- 1901–1903: Synagoge in Subotica
- 1913–1915: Redoute in Preßburg (Pozsony)

| Personendaten    | Personendaten             |
| ---------------- | ------------------------- |
| NAME             | Komor, Marcell            |
| KURZBESCHREIBUNG | ungarischer Architekt     |
| GEBURTSDATUM     | 7. November 1868          |
| GEBURTSORT       | Budapest                  |
| STERBEDATUM      | 29. November 1944         |
| STERBEORT        | Deutschkreutz, Österreich |